# Atrichopogon pusillus
Atrichopogon pusillus är en tvåvingeart som först beskrevs av Jean-Jacques Kieffer 1923.  Atrichopogon pusillus ingår i släktet Atrichopogon och familjen svidknott. Inga underarter finns listade i Catalogue of Life.